# Бюгдёй
Бюгдёй (Бюгдой, Бюгдё) (норв. Bygdøy, Bygdø) — полуостров в западной части Осло, а также кадастровое угодье, которое в настоящий момент является рекреационной зоной с жилой застройкой в южной части. Находится между заливами Бестумхилен и Фрогнерхилен. К Бюгдёю также относятся острова Херберн и Дюна. До 1948 года полуостров относился к коммуне Акер, затем стал относиться к району Фрогнер коммуны Осло.
Бюгдёй является одновременно рекреационной зоной и жилым районом, рассчитанным на примерно 3600 жителей. На полуострове проживает около 3400 человек, а также имеются обрабатываемые земли, леса и парки, известные богатой флорой. Чуть более половины полуострова занимает королевская ферма — официальная летняя резиденция короля Норвегии. С XIX века Бюгдёй является популярным местом для отдыха на свежем воздухе, купания и прогулок. Цены на жильё на полуострове — одни из самых высоких в Осло.
На Бюгдёе находится замок Оскархолл, а также несколько музеев: музей кораблей викингов, музей «Кон-Тики», музей «Фрама», Норвежский народный музей и норвежский морской музей.

## История

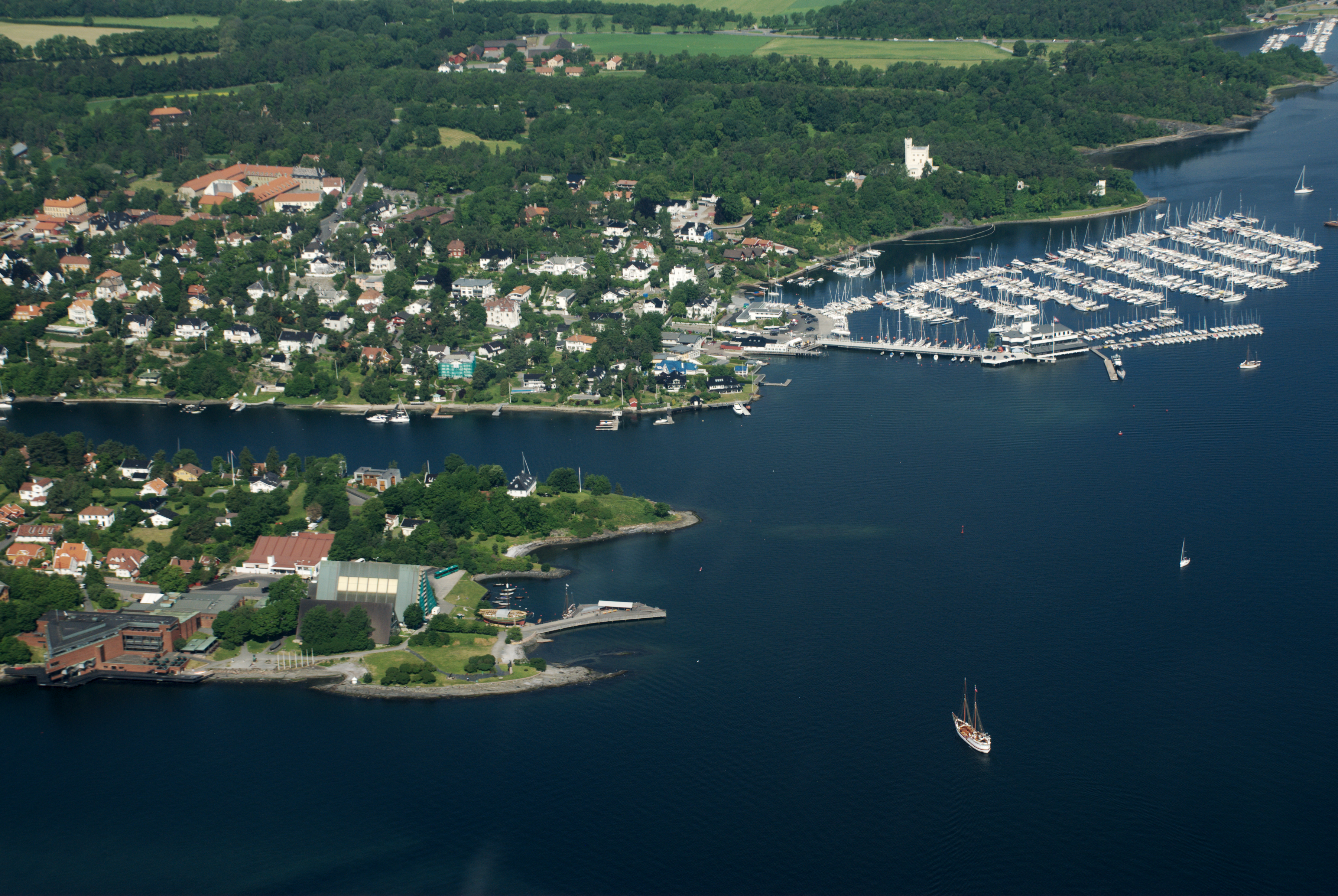
Вид на восточное побережье полуострова. Внизу слева — норвежский морской музей, музей «Кон-Тики» и музей «Фрама», расположенные на мысе Бюгдёйнес. Справа вверху — Оскархолл, слева — норвежский музей истории культуры, позади него — королевская ферма

Изначально Бюгдёй был островом, но в XVII веке под действием различных геологических процессов начал соединяться с материком.
С 1147 года остров принадлежал монахам-цистерцианцам с острова Ховедёйа, но незадолго до Реформации стал королевской собственностью. Монахи активно занимались на острове земледелием и рыболовством. В те времена угодья на Бюгдёе служили в качестве вспомогательного хозяйства для снабжения крепости Акерсхус. От норвежского названия вспомогательных хозяйственных построек (ladegård) происходит старое название острова, использовавшееся до 1877 года — Ladegaardsøen. Королями территория острова использовалась для охоты. В 1608 году король Кристиан IV построил на острове бревенчатый охотничий дом, тем самым положив начало королевской ферме. В 1733 году было построено главное здание фермы, служившее летней резиденцией штатгальтера К. Рантцау. Последний датский король Норвегии Кристиан VIII жил на этой ферме летом 1814 года, прямо перед тем, как отречься от норвежского престола 10 октября того же года.
С 1775 года было разрешено арендовать на полуострове землю под застройку, однако в 1837 году король Карл XIV Юхан выкупил обратно многие из арендованных людьми участков. Он планировал обустроить на полуострове обширный парк, который шёл бы от Бюгдёя до королевского дворца. Следы реализации этих планов можно наблюдать в планировке улицы Гюлленлёвес гате, а также аллеи на Бюгдёе, ведущей к королевской ферме и использовавшейся королевой Мод и королём Хоконом VII для прогулок. Короли Хокон VII и Улаф V также использовали королевскую ферму в качестве летней резиденции.
В 1847—1852 годах королём Оскаром I был построен замок Оскархолл. В 1862—1863 годах стортинг выкупил владения Карла Юхана и предоставил королевскую ферму во владение королевской семье. Остальные территории были отчасти сделаны общественными, отчасти отданы под застройку частными домами.
Король Оскар II построил рядом с пляжем Хук шесть «королевских вилл» и затем использовал виллу «Виктория» в качестве летней резиденции. В 1881 он открыл на королевской ферме первый в мире музей под открытым небом, в котором на примере нескольких привезённых из разных районов страны зданий демонстрировалась история норвежской архитектуры. Центром коллекции стала ставкирка из Гуля. В 1907 коллекция Оскара II была включена в собрание народного музея.
В апреле 2007 года Норвежский директорат культурного наследия предложил защитить большую часть Бюгдёя как объект культуры в соответствии с законом о культурном наследии. Речь шла о территории, включающей в себя королевскую ферму, народный музей, музей кораблей викингов, «Гору королевы», части острова Хиллинген, относящегося к району Бестум, а также 50 метров водного пространства у восточного и западного побережий полуострова. Предложение было принято королём Норвегии 17 февраля 2012 года. На Бюгдёе также находятся два заповедника и несколько небольших территорий, охраняемых законом о защите многообразии природы.